# Charles Johnson (biógrafo de piratas)

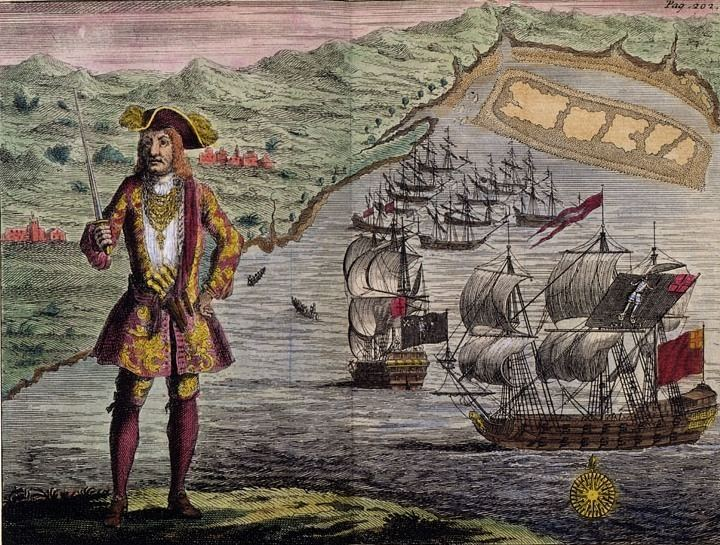
Capitán Charles Johnson.

El Capitán Charles Johnson es el autor del libro de 1724 Historia general de los robos y asesinatos de los más famosos piratas, cuyo título original en inglés fue A General History of the Robberies and Murders of the most notorious Pyrates, aunque su verdadera identidad sigue siendo un misterio. No hay constancia de que existiera un capitán con ese nombre y algunos datos apuntan a que "Charles Johnson" fue en realidad Daniel Defoe escribiendo bajo un seudónimo, pero tal cosa no está completamente probada. Su obra colaboró en la formación de las ideas populares acerca de los piratas, y es la fuente principal de las biografías de muchos piratas famosos.